# جون غارلاند بولارد
جون غارلاند بولارد (بالإنجليزية: John Garland Pollard)‏ هو محامي وسياسي أمريكي، ولد في 4 أغسطس 1871 بمقاطعة كينغ أند كوين في الولايات المتحدة، وتوفي في 28 أبريل 1937 بواشنطن العاصمة في الولايات المتحدة. حزبياً، نشط في الحزب الديمقراطي. وقد انتخب Attorney General of Virginia ‏ (2 فبراير 1914 – 5 يناير 1918) وانتخب حاكم فرجينيا ‏ (15 يناير 1930 – 17 يناير 1934).

## روابط خارجية
- جون غارلاند بولارد على موقع إن إن دي بي (الإنجليزية)